# ریو ویستا (کالیفرنیا)
ریو ویستا (به انگلیسی: Rio Vista) شهری در شهرستان سولانو ایالت کالیفرنیا است که در سرشماری سال ۲۰۱۰ میلادی، ۷۳۶۰ نفر جمعیت داشته است.

## جمعیت
بر طبق سرشماری سال ۲۰۱۰ آمریکا، این شهر ۷٬۳۶۰ نفر جمعیت دارد.